# Ендрюзарх

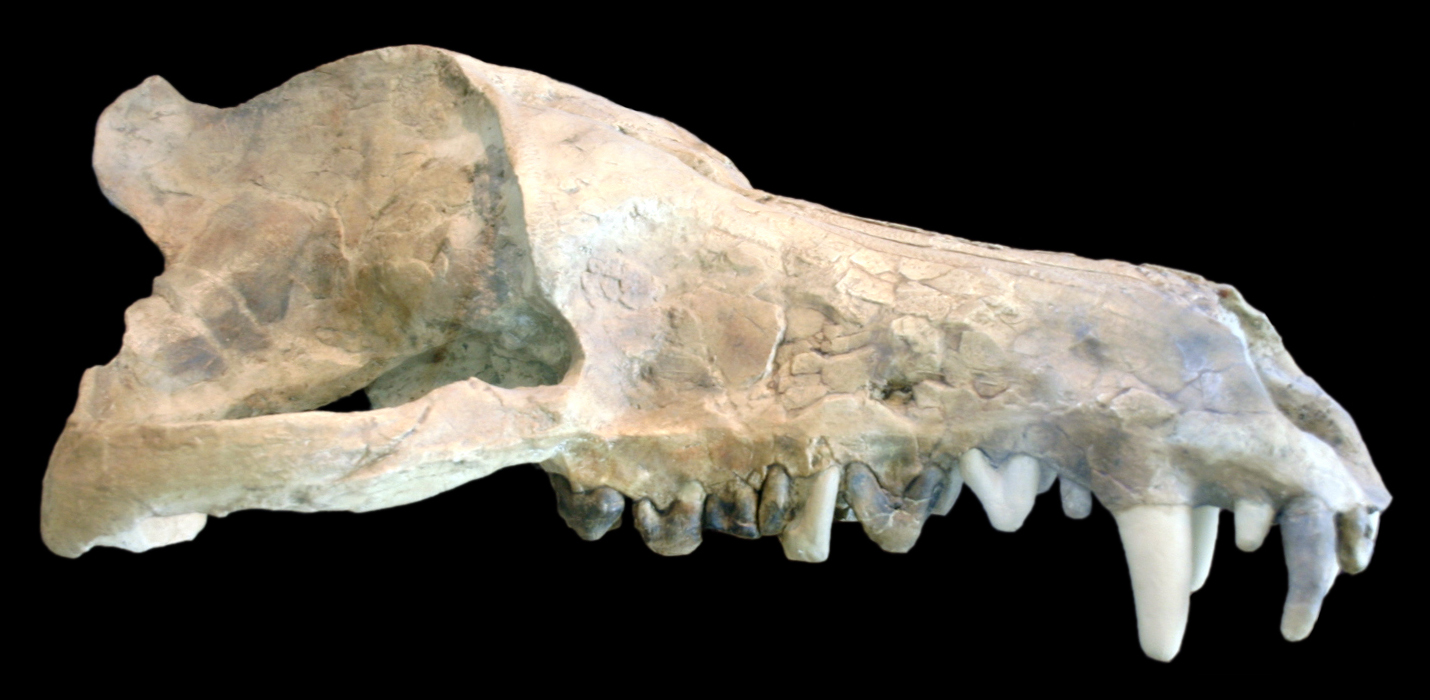
Єдина знахідка (Американський музей природознавства)

Ендрюзарх (Andrewsarchus mongoliensis) — викопний гігантський хижий ссавець з еоцену Центральної Азії, найбільша тварина вимерлого ряду мезоніхид Mesonychia. Мезоніхиди — єдина відома група копитних тварин, що пристосувалися до хижого способу живлення, виглядом нагадували велетенського вовка з копитами. Ендрюзарх був названий на честь відомого дослідника і мисливця за скам'янілостями Роя Чапмена Ендрюза, котрий очолював експедицію, що його знайшла.
Ендрюзарх відомий лише за одним черепом (без нижньої щелепи) розміром 83×56 см. Схожість черепа з черепами менших мезоніхид дозволяє зробити висновок, що він мав таке ж, як і вони, вовкоподібне тіло, тільки значно більше. Імовірно він мав 4—5 метрів завдовжки й ростом близько 2 м у плечі, що робить його найбільшим з усіх наземних хижих ссавців всіх часів. Важив він понад 1500 кг, деякі особини могли сягати 2000 кг, що вдвічі перевищує вагу найбільших бурих ведмедів в їх найгладкішому стані напередодні сплячки.
Знахідку ендрюзарха датовано кінцем середнього еоцену (близько 40 млн років тому). Через те, що він виник невдовзі після крейдово-третинного вимирання, зостається цілковитою загадкою що він їв. Це обов'язково повинні бути великі наземні тварини, однак палеоценові та ранні еоценові скам'янілості містять дуже мало слідів таких тварин.
Відразу після зникнення динозаврів зовсім не було крупних наземних ссавців, китів і спеціалізованих наземних хижаків будь-якого розміру. Але вимирання динозаврів відкрило численні екологічні ніші, що призвело до вибуху еволюційної радіації. Невдовзі виникли великі наземні ссавці, хижі птахи, такі як гасторніс чи діатрима, з'явилися навіть наземні крокодили з довгими ногами, що могли пересуватися по суші й повністю залишили водне середовище. Усі вони могли бути потенційною здобиччю ендрюзарха.
Зважаючи на його величезні щелепи та прибережне розташування місць знахідок його скам'янілостей, можна припустити, що в різні періоди свого існування він міг харчуватися викинутими на берег примітивними китами, ракоподібними, молюсками та твердопанцирними морськими черепахами. Тільки наприкінці еоцену в регіоні Центральної Азії виникли дуже великі наземні ссавці. Однак протягом історії Землі більшість крупних спеціалізованих наземних хижаків залежала від наявності такої ж крупної здобичі, що робило їх дуже чутливими до змін зовнішнього середовища — зникнення крупної здобичі призводило до зникнення хижаків.
Ендрюзарх мав найпотужніші щелепи з усіх наземних ссавців і міг при потребі перекушувати кістки будь-якої товщини. Однак при таких щелепах зуби ендрюзарха були не дуже добре пристосовані до м'ясного харчування; йому бракувало хижих зубів, які характерні для сучасних хижаків, і тому він мав докладати значно більших зусиль і часу для того, щоб з'їсти здобич, яку він спіймав. Він явно не був пристосований до полювання на дрібних тварин, хоча, без сумніву, міг підбирати їхні трупи.
Очевидно саме через ці обмеження у дієті ендрюзархи, як й інші ранні кайнозойські хижаки, вимерли, не витримавши конкуренції з боку міацид і їх нащадків, сучасних хижих ссавців ряду Carnivora.
Популярна реконструкція будувалася на тому, що протягом тривалого часу ендрюзарх вважався родичем Mesonyx — хижака, який часто описується вовкоподібним, хоча й з'явився задовго до появи справжніх вовків[джерело?].

## Ендрюзарх у культурі
Ендрюзарх засобом комп'ютерного моделювання та анімації був відтворений у другій серії фільму Бі-Бі-Сі «Прогулянки з доісторичними тваринами», де показано його полювання на морську черепаху.